# Tillie Anderson
Tillie Anderson née le 23 avril 1875 à Grevie församling en Suède et morte le 29 avril 1965 à Detroit Lakes aux États-Unis, est une coureuse cycliste sur route et sur piste américaine d'origine suédoise.

## Biographie
Née en Scanie (Suède) en 1875, Tillie émigre à Chicago en 1891 à l'âge de 16 ans.
À 18 ans, elle a économisé suffisamment d'argent en travaillant comme couturière pour acheter son premier vélo. Au cours de l'été 1895, elle prend part à la course Elgin-Aurora et bat le record. Plus tard, elle voyage à travers les États-Unis en participant à des courses de vélo de six jours pour femmes, ce qui implique des courses de deux heures le soir pendant six jours consécutifs. Tillie a 20 ans lorsque la League of American Wheelmen la reconnaît comme meilleure cycliste du monde. En juin 2000 — 105 ans plus tard — Tillie fait son entrée, à titre posthume, au United States Bicycling Hall of Fame.

## Records
Anderson détient des records pour pratiquement toutes les distances, du sprint à l'endurance. Elle parcourt une fois un demi-mille en 52 secondes ; à une autre occasion, elle parcourt 100 milles en six heures, 52 minutes et 15 secondes. Elle aurait participé à 130 courses au cours de sa carrière et remporté la première place dans toutes les courses sauf sept. Elle reste la championne officieuse du monde jusqu'à sa retraite en 1902, lorsque les femmes sont interdites de course en partie en raison du niveau de danger et de la misogynie régnant dans le monde du sport,.

Après sa carrière sportive, Tillie Anderson travaille comme masseuse et infirmière à Evanstone.

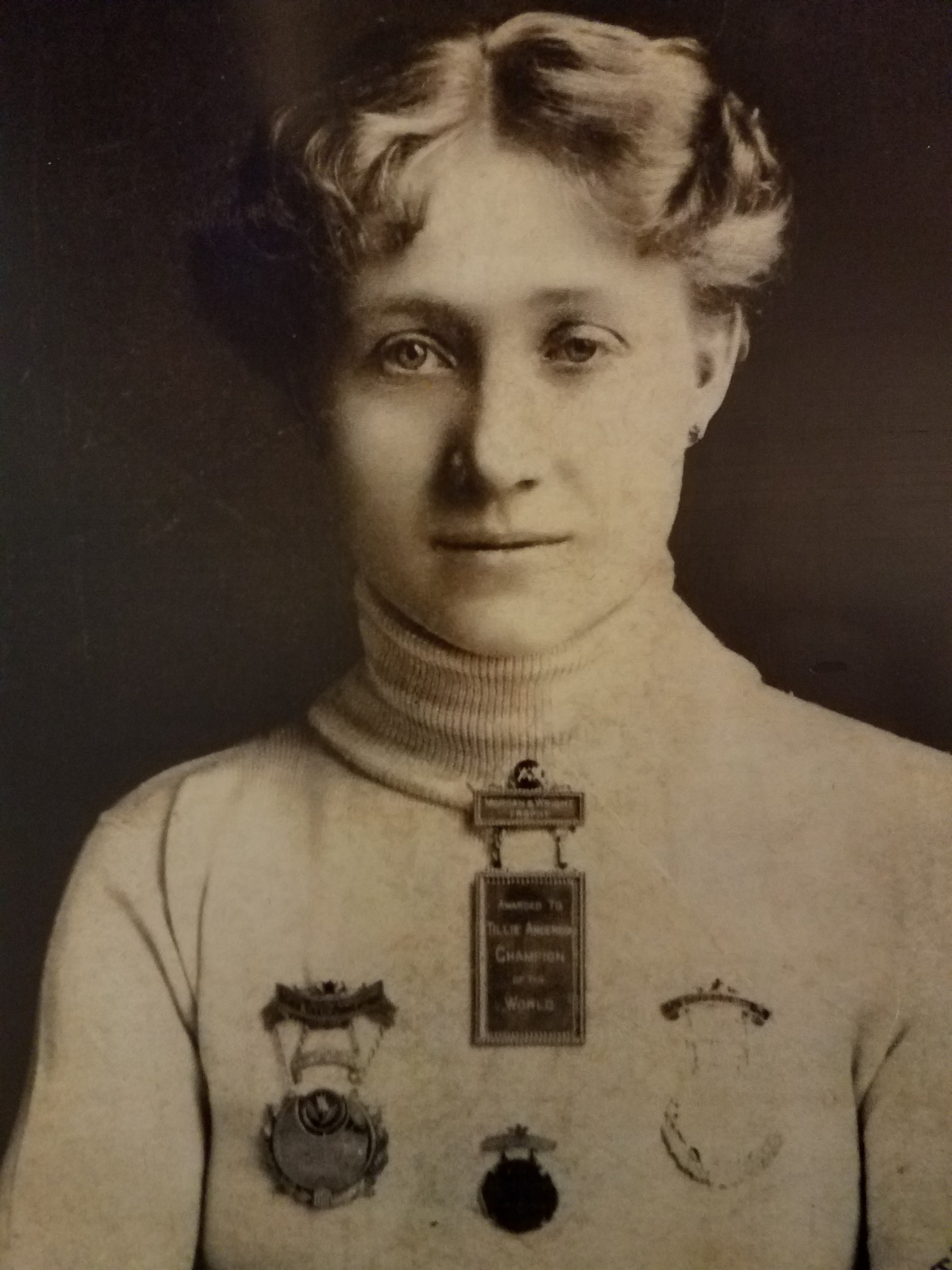
Tillie Anderson avec quelques-unes de ses médailles.

## Relations construites au guidon
Au sommet de sa carrière, Tillie Anderson épouse son entraîneur et manager, JP "Phil" Sjöberg, en décembre 1897. Phil, lui-même ancien coureur, a abandonné sa carrière pour la diriger. Sjöberg contracte la tuberculose peu de temps après leur mariage et meurt en 1901. Veuve à 26 ans, elle ne s'est jamais remariée,.

## Héritage: une défenseuse du sport
Tillie reste une défenseuse du vélo au fil des ans et se vante souvent d'avoir gardé son poids de course tout au long de sa vie. Elle plaide pour le développement de pistes cyclables dans les parcs de la ville de Chicago. Elle est restée active dans les organisations League of American Wheelman et Bicycle Stars of the Nineteenth Century jusqu'à sa mort en 1965 à l'âge de 90 ans. Pour ses réalisations en cyclisme dans les épreuves sur route et sur piste, Anderson est admise au Temple de la renommée du cyclisme des États-Unis en 2000.